# Karl von Kaphengst
Karl Ernst Ludwig Leopold von Kaphengst (* 8. September 1806 in Wredenhagen; † 17. November 1880 in Frankfurt (Oder)) war ein preußischer Generalleutnant.

## Leben

### Herkunft
Karl war ein Sohn des Domänenpächters Friedrich von Kaphengst (1776–1850) und dessen Ehefrau Albertine, geborene von Zieten († 1824) aus dem Hause Dechtow.

### Militärkarriere
Kaphengst besuchte das Kadettenhaus in Berlin und wurde im April 1824 als Portepeefähnrich im 12. Infanterie-Regiment der Preußischen Armee angestellt. Dort avancierte er Mitte November 1824 zum Sekondeleutnant und besuchte zur weiteren Ausbildung 1832/35 die Allgemeine Kriegsschule. Daran schloss sich für ein Jahr eine Kommandierung zur Garde-Artillerie-Brigade an. Von 1839 bis 1847 fungierte Kaphengst als Lehrer an der Divisionsschule der 5. Division und avancierte zwischenzeitlich 1841 zum Premierleutnant. Nach einem Einsatz anlässlich der Niederschlagung des Barrikadenaufstandes in Berlin stieg er Anfang Mai 1848 zum Hauptmann und Kompaniechef auf. Als solcher nahm Kaphengst im Jahr darauf während des Krieges gegen Dänemark an den Kämpfen bei Schleswig, Veile sowie Aarhus teil und wurde mit dem Roten Adlerorden IV. Klasse mit Schwertern ausgezeichnet.
Am 6. Juni 1854 stieg er zum Major und etatsmäßigen Stabsoffizier auf. Kaphengst war dann vom 12. März 1857 bis zum 1. März 1858 Kommandeur des Landwehrbataillons des 34. Infanterie-Regiments und anschließend Kommandeur des I. Bataillons im 6. Landwehr-Regiment in Görlitz. In dieser Stellung wurde er Ende Mai 1859 zum Oberstleutnant befördert und am 8. Mai 1860 mit der Führung des 22. kombinierten Infanterie-Regiments beauftragt, aus dem sich kurz darauf das 3. Oberschlesische Infanterie-Regiment (Nr. 62) formierte. Kaphengst war bis zum 17. Dezember 1864 erster Kommandeur dieses Regiments, avancierte zwischenzeitlich am 18. Oktober 1861 zum Oberst und wurde dann unter Stellung à la suite des Regiments zum Kommandanten von Rendsburg ernannt. Als Generalmajor wurde ihm 1866 bei der Mobilmachung anlässlich des Deutschen Krieges der Befehl über die in den Elbherzogtümern verbliebenen Truppen übertragen. Nach dem Friedensschluss wurde Kaphengst am 7. Januar 1868 zum Kommandanten von Hannover ernannt und am 22. März 1868 zum Generalleutnant befördert. Diese Stellung hatte er auch 1870/71 während des Krieges gegen Frankreich inne und erhielt am 3. Juni 1871 den Stern zum Roten Adlerorden II. Klasse mit Eichenlaub und Schwertern. In Genehmigung seines Abschiedsgesuches stellt man Kaphengst am 18. August 1871 mit der gesetzlichen Pension zur Disposition.

### Familie
Kaphengst verheiratete sich am 23. Oktober 1845 in Frankfurt (Oder) mit Henriette Karbe (1819–1906), Tochter des Landrates von Lebus, Leopold Karbe. Aus der Ehe gingen der Sohn Ernst Julius (1847–1870), der als preußischer Sekondeleutnant im Leib-Grenadier-Regiment (1. Brandenburgisches) Nr. 8 in der Schlacht bei Spichern fiel, sowie die Tochter Leopoldine (1850–1851) hervor.